# Nitrat de cobalt(II)
El nitrat de cobalt és el compost inorgànic amb la fórmula Co(NO₃)₂.xH₂O. És una sal de cobalt(II). La forma més comuna és l'hexahidrat Co(NO₃)₂.6H₂O, una sal deliqüescent de color marró vermell, soluble en aigua i en altres dissolvents polars. És un agent citotòxic.